# Małopole czyli świat
Małopole czyli świat – polski serial komediowy z 2001 roku w reżyserii Jana Jakuba Kolskiego. Składa się z 3 odcinków. Zdjęcia plenerowe były realizowane w Łęgonicach Małych, a zdjęcia kręcono jesienią 2000 oraz w lipcu 2001.

## Fabuła
Po latach więzienia do rodzinnej wsi w województwie małopolskim powraca Zygmunt Woszek „Zyga”. Jedni mieszkańcy czekają na wyrównanie rachunków, drudzy obawiają się zemsty.

## Obsada
- Krzysztof Majchrzak – Zygmunt Woszek „Zyga”
- Bogusław Sochnacki – ojciec „Zygi”
- Gabriela Muskała – Anna, siostra „Zygi”
- Dariusz Siatkowski – Kazik, brat „Zygi”
- Marek Kasprzyk – Norek, właściciel sklepu
- Ireneusz Czop – posterunkowy
- Tadeusz Falana – ksiądz
- Michał Szewczyk – Olszewski
- Sylwia Gaj – sklepowa
- Jerzy Chojnowski – Jurczyk
- Mariusz Saniternik – kościelny Józef
- Jan Stępień – syn Anny i Zenka
- Michał Jasiński – syn Anny i Zenka
- Andrzej Jakubas – Zenek Jakubowski, mąż Anny
- Dymitr Hołówko – ojciec posterunkowego
- Mariola Kukuła – Krystyna, żona Kazika
- Dariusz Kowalski – Stacho Więcek
- Aleksander Świrski – „Mniejszy”
- Juliusz Chrząstowski – „Większy”
- Maciej Zabielski – fizjoterapeuta Baltazar Rajewski
- Bogusław Suszka – Kuliga
- Zofia Uzelac – Olszewska
- Wojciech Smolarz – Patryk
- Henryk Tomczyk – „Kulas”